# QSFP
QSFP (иногда QSFP+, от англ. Quad Small Form-factor Pluggable; SFF-8635) — промышленный стандарт модульных компактных сетевых трансиверов, применяющихся в высокоскоростных сетях передачи данных. QSFP служит интерфейсом между платой сетевого устройства (сетевой карты, коммутатора, маршрутизатора) и трансивером, чаще всего преобразующим электрический сигнал в оптический для передачи по оптоволокну. QSFP поддерживается множеством производителей и позволяет использовать скорости передачи данных от 40 Гбит/с и более (4 канала по 10 Гбит/с каждый). Спецификация QSFP допускает использование QSFP с большими скоростями, на май 2013 года самым быстрым вариантом был SFF-8665 со скоростью 4x28 Гбит/с (112 Гбит/с).
Модули QSFP могут использоваться для передачи данных по протоколам Ethernet, Fibre Channel, InfiniBand, совместимы со стандартами SONET/SDH с различными скоростями. Приемопередатчики QSFP+ могут также использоваться для передачи сигналов Serial Attached SCSI, 40 Гбит Ethernet, Infiniband QDR (40 Гбит/с) и FDR (56 Гбит/с) Infiniband и других. Модули QSFP лишь немного шире модулей SFP/SFP+, и, по сравнению с ними, позволяют увеличить плотность портов в 3-4 раза.
Он подключает сетевое устройство (коммутатор, маршрутизатор, медиаконвертер или подобное устройство) к оптоволоконному или медному кабелю. Это формат промышленного стандарта, определенный Комитетом по малому форм-фактору (SFF-8436, ред. 3.4, 12 ноября 2009 г. - Спецификация для QSFP + Copper и CFP MSA была официально представлена на OFC / NFOEC 2009 в марте членами-основателями Finisar, Opnext и Sumitomo / ExceLight. Спецификация формата развивается для обеспечения более высоких скоростей передачи данных: по состоянию на май 2013 года самая высокая поддерживаемая скорость составляет 4x28 Гбит / с (112 Гбит / с), определенная в документе SFF-8665 (обычно известном как QSFP28), который будет поддерживать 100GE.
Электрический разъём QSFP использует 38 контактов, допускает горячее подключение и отключение. Используется 4 высокоскоростные пары для передачи (CML-I) и 4 для приема (CML-O). Оптические приемопередатчики QSFP могут использовать параллельную передачу по 4 волокнам в каждом направлении (оптический коннектор MTP/MPO, используется 8 позиций из 12) или иметь встроенный оптический мультиплексор (CWDM4, 40GBASE-LR4) для передачи сигналов по 1 волокну в каждом направлении (используют коннекторы LC).
- Приемопередатчик QSFP 40 Гбит/с
- Оптический разъём MPO для подключения кабеля из 8-12 оптических волокон